# 黒潮菊花賞
黒潮菊花賞（くろしおきっかしょう）は、高知競馬の3歳クラシック三冠の一つで、高知競馬場ダート1900メートルで施行される地方競馬の重賞競走である。正式名称は「サンケイスポーツ協賛 黒潮菊花賞」、サンケイスポーツを発行する産業経済新聞社（産経新聞社）が優勝杯を提供している。

## 概要
1997年、サラブレッド系旧4歳（現在の3歳）の三冠最終戦として新設された。
2009年からは近畿・中国・四国地区交流競走として施行され、兵庫所属、福山所属の競走馬が出走可能になった2010年からは1着馬にダービーグランプリへの優先出走権が与えられるようになった。2012年は中国・四国交流として行われ、2013年から2024年までは高知所属限定で施行されていたが、2025年より高知優駿との入れ替えの形で地方全国交流競走として実施されている。
2017年から2023年まで行われた地方競馬の「3歳秋のチャンピオンシップ」シリーズでは、そのカテゴリーC競走に指定されて（2021年から2023年はカテゴリーB）おり、本競走とダービーグランプリともに優勝した馬の馬主にはボーナス賞金800万円が贈られることになっていた。

### 条件・賞金（2025年）
出走資格
サラブレッド系3歳、地方全国交流。
- 他地区所属馬は直近の所属後1走以上で、かつ前年7月1日から本年7月11日の期間に重賞競走で5着以上の成績が必要。
- 高知所属馬は直近の高知所属後1走以上必要。

出走枠
他地区所属馬は4頭以下で同一馬主または同一厩舎2頭以下。高知所属8頭。
負担重量
定量。57kg、牝馬2kg減。
賞金額
1着1000万円、2着400万円、3着250万円、4着150万円、5着100万円、6着以下50万円。
副賞
サンケイスポーツ賞、高知県馬主協会会長賞。

## 歴代優勝馬
| 回数   | 施行日         | 優勝馬             | 性齢 | 所属 | タイム | 優勝騎手   | 管理調教師 |
| ------ | -------------- | ------------------ | ---- | ---- | ------ | ---------- | ---------- |
| 第1回  | 1997年11月16日 | シンメイアーサー   | 牡4  | 高知 | 2:07.2 | 花本正三   | 山岡恒一   |
| 第2回  | 1998年11月1日  | カイヨウジパング   | 牡4  | 高知 | 2:07.7 | 北野真弘   | 土居高知   |
| 第3回  | 1999年10月31日 | ジャストタッチ     | 牝4  | 高知 | 2:06.2 | 西内忍     | 打越初男   |
| 第4回  | 2000年10月15日 | オオギリセイコー   | 牡4  | 高知 | 2:08.9 | 北野真弘   | 雑賀秀介   |
| 第5回  | 2001年10月21日 | カチマサル         | 牡3  | 高知 | 2:08.2 | 赤岡修次   | 工藤英嗣   |
| 第6回  | 2002年10月6日  | リンデンスワロー   | 牡3  | 高知 | 2:07.5 | 北野真弘   | 雑賀秀介   |
| 第7回  | 2003年10月26日 | オリジナルステップ | 牡3  | 高知 | 2:11.4 | 宮川実     | 打越初男   |
| 第8回  | 2004年11月7日  | ムラサキシキブ     | 牝3  | 高知 | 2:12:0 | 中西達也   | 大関吉明   |
| 第9回  | 2005年10月30日 | トップアオバ       | 牝3  | 高知 | 2:13.2 | 西川敏弘   | 國澤輝幸   |
| 第10回 | 2006年10月15日 | レッドスターリリー | 牝3  | 高知 | 2:09.8 | 西川敏弘   | 大関吉明   |
| 第11回 | 2007年9月30日  | カクショウ         | 牡3  | 高知 | 2:10.3 | 宮川実     | 田中譲二   |
| 第12回 | 2008年9月7日   | タケショウクィーン | 牝3  | 高知 | 2:12.8 | 寺地誠一   | 雑賀正光   |
| 第13回 | 2009年10月23日 | グランシング       | 牡3  | 高知 | 2:11.9 | 中西達也   | 炭田健二   |
| 第14回 | 2010年10月29日 | ナロウエスケープ   | 牝3  | 高知 | 2:08.1 | 中西達也   | 炭田健二   |
| 第15回 | 2011年10月14日 | リワードレブロン   | 牡3  | 高知 | 2:08.1 | 永森大智   | 雑賀正光   |
| 第16回 | 2012年10月14日 | ヒロカミヒメ       | 牝3  | 高知 | 2:06.4 | 西川敏弘   | 大関吉明   |
| 第17回 | 2013年10月6日  | コパノエクスプレス | 牡3  | 高知 | 2:08.2 | 赤岡修次   | 田中守     |
| 第18回 | 2014年10月14日 | ニシノマリーナ     | 牝3  | 高知 | 2:08.9 | 上田将司   | 田中譲二   |
| 第19回 | 2015年10月11日 | ペイシャクィーン   | 牝3  | 高知 | 2:08.6 | 岡村卓弥   | 目迫大輔   |
| 第20回 | 2016年10月23日 | ディアマルコ       | 牝3  | 高知 | 2:07.6 | 佐原秀泰   | 那俄性哲也 |
| 第21回 | 2017年10月15日 | モズオトコマエ     | 牡3  | 高知 | 2:05.4 | 赤岡修次   | 宮路洋一   |
| 第22回 | 2018年10月14日 | アウトスタンディン | 牡3  | 高知 | 2:11.1 | 嬉勝則     | 中西達也   |
| 第23回 | 2019年9月1日   | ナンヨーオボロヅキ | 牝3  | 高知 | 2:08.4 | 赤岡修次   | 雑賀正光   |
| 第24回 | 2020年9月13日  | フリタイム         | 牡3  | 高知 | 2:09.7 | 多田羅誠也 | 工藤真司   |
| 第25回 | 2021年8月29日  | トーセンジェイク   | 牡3  | 高知 | 2:08.0 | 多田羅誠也 | 松木啓助   |
| 第26回 | 2022年8月28日  | ガルボマンボ       | 牡3  | 高知 | 2:08.1 | 林謙佑     | 細川忠義   |
| 第27回 | 2023年8月27日  | ユメノホノオ       | 牡3  | 高知 | 2:06.0 | 吉原寛人   | 田中守     |
| 第28回 | 2024年8月4日   | プリフロオールイン | 牡3  | 高知 | 2:05.3 | 宮川実     | 打越勇児   |
| 第29回 | 2025年8月3日   | ラピドフィオーレ   | 牡3  | 兵庫 | 2:06.6 | 田野豊三   | 田中範雄   |

### 各回競走結果の出典
- 黒潮菊花賞 歴代優勝馬 - 地方競馬全国協会